# Lista dos campeões estaduais de futebol do Brasil em 2011
A lista a seguir traz dados acerca dos campeonatos estaduais de futebol realizados no Brasil em 2011.
Significados das colunas:
- Estado: nome do estado, listados em ordem alfabética.
- Copa do Brasil 2012: times classificados para a Copa do Brasil em sua edição de 2012 pelo Campeonato Estadual. [Ordem de posição final]
- Série D 2011: times classificados para o Campeonato Brasileiro de Futebol - Série D em sua edição de 2011. [Ordem de posição final]
- Final: placares dos jogos finais ou, em caso de não ter havido final, a vantagem do campeão ao final do campeonato.
- Rebaixados: times rebaixados para a divisão inferior (2ª divisão, Série B, Módulo II) de 2012

## Divisão Principal
| Estado | Campeão                                                                                      | Vice-campeão        | Copa do Brasil 2012              | Série D 2011                        | Final                                                  | Rebaixados                                                       |
| ------ | -------------------------------------------------------------------------------------------- | ------------------- | -------------------------------- | ----------------------------------- | ------------------------------------------------------ | ---------------------------------------------------------------- |
| AC     | Rio Branco (27º título - 2º consec) / Nilton Goiano (Plácido de Castro) 12 gols              | Plácido de Castro   | Rio Branco                       | Plácido de Castro                   | Rio Branco 1 x 1 Plácido de Castro 0 x 1 Rio Branco    | Independência                                                    |
| AL     | ASA (7º título) / Paulinho Marília (Coruripe) 15 gols                                        | Coruripe            | ASA Coruripe                     | Coruripe                            | ASA 6 x 2 Coruripe 3 x 4 ASA                           | Santa Rita Ipanema                                               |
| AM     | Penarol (2º título - 2º consec) / Bazinho (Operário de Manacapuru) e Kitó (Penarol) 10 gols  | Nacional            | Penarol Nacional                 | Penarol Nacional                    | Nacional 1 x 1 Penarol 1 (4) x (3) 1 Nacional          | Não houve                                                        |
| AP     | Trem (5º título - 2º consec) / Jean Marabaixo (Santos-AP) 5 gols                             | Santos-AP           | Trem                             | Trem                                | Santos-AP 0 x 1 Trem 0 (3) x (2) 1 Santos-AP           | Não houve                                                        |
| BA     | Bahia de Feira (1º título) / Giovanni (Vitória) e Sassá (Ipitanga) 10 gols                   | Vitória             | Bahia de Feira Vitória           | Bahia de Feira Vitória da Conquista | Bahia de Feira 2 x 2 Vitória 1 x 2 Bahia de Feira      | Colo Colo Ipitanga                                               |
| CE     | Ceará (40º título) / Marcelo Nicácio (Ceará) 18 gols                                         | Guarani de Juazeiro | Ceará                            | Guarani de Juazeiro                 | Não houve final Ceará venceu os 2 turnos               | Quixadá Limoeiro                                                 |
| DF     | Brasiliense (7° título) / Fábio Silva (Gama) 9 gols                                          | Gama                | Brasiliense Gama                 | Gama Formosa                        | Gama 1 x 1 Brasiliense 0 x 0 Gama                      | Brasília CFZ                                                     |
| ES     | São Mateus (2º título) / Marcelo Pelé (São Mateus) 11 gols                                   | Linhares            | São Mateus                       | São Mateus                          | São Mateus 1 x 1 Linhares 0 x 2 São Mateus             | Rio Bananal Jaguaré                                              |
| GO     | Atlético Goianiense (12º título - 2º consec) / Marcão (Atlético Goianiense) 13 gols          | Goiás               | Atlético Goianiense Goiás        | Anapolina Itumbiara                 | Goiás 1 x 1 Atlético Goianiense 1 x 1 Goiás            | Santa Helena Trindade                                            |
| MA     | Sampaio Corrêa (30º título - 2º consec) / Marcão (IAPE) 6 gols                               | Maranhão            | Sampaio Corrêa                   | Sampaio Corrêa                      | Não houve final Campeonato em pontos corridos          | IAPE Nacional                                                    |
| MG     | Cruzeiro (36º título) / Fábio Júnior (América Mineiro) 13 gols                               | Atlético Mineiro    | Cruzeiro Atlético Mineiro        | Villa Nova Tupi                     | Atlético Mineiro 2 x 1 Cruzeiro 2 x 0 Atlético Mineiro | Ipatinga Funorte                                                 |
| MS     | CENE (4º título) / Daniel (Aquidauanense) 19 gols                                            | Aquidauanense       | CENE Aquidauanense               | CENE                                | CENE 3 x 1 Aquidauanense 2 x 0 CENE                    | Rio Verde Ponta Porã Operário Corumbaense                        |
| MT     | Cuiabá (3º título) / Fernando (Cuiabá) 12 gols                                               | Barra do Garças     | Cuiabá                           | Cuiabá Vila Aurora                  | Barra do Garças 1 x 3 Cuiabá 1 x 1 Barra do Garças     | Sinop Clube Recreativo Atlético Campoverdense Primavera Operário |
| PA     | Independente (1º título) / Leandro Cearense (Cametá) 21 gols                                 | Paysandu            | Independente Paysandu            | São Raimundo Independente           | Independente 2 x 2 Paysandu 3 (0) x (3) 3 Independente | Santa Rosa Time Negra                                            |
| PB     | Treze (15º título - 2º consec) / Cléo (Treze) 15 gols                                        | Campinense          | Treze                            | Treze                               | Campinense 1 x 1 Treze 1 x 1 Campinense                | Miramar Desportiva                                               |
| PE     | Santa Cruz (25º título) / Paulista (Porto) 13 gols                                           | Sport               | Santa Cruz Sport                 | Santa Cruz Porto                    | Sport 0 x 2 Santa Cruz 0 x 1 Sport                     | Cabense Vitória                                                  |
| PI     | 4 de Julho (3º título) / Zé Rodrigues (Comercial) 15 gols                                    | Comercial           | 4 de Julho Comercial             | Comercial                           | 4 de Julho 1 x 0 Comercial 1 x 1 4 de Julho            | Não houve                                                        |
| PR     | Coritiba (35º título - 2º consec) / Bill e Davi (Coritiba) e Giancarlo (Cianorte) 12 gols    | Atlético-PR         | Coritiba Atlético-PR Operário-PR | Operário-PR Cianorte                | Não houve final Coritiba venceu os 2 turnos            | Cascavel Paraná                                                  |
| RJ     | Flamengo (32º título) / Fred (Fluminense) e Loco Abreu (Botafogo) 10 gols                    | Fluminense          | Botafogo Boavista-RJ             | Volta Redonda Audax                 | Não houve final Flamengo venceu os 2 turnos            | América Cabofriense                                              |
| RN     | ABC (52º título - 2º consec) / André Neles (América de Natal) e Quirino (Santa Cruz) 10 gols | Santa Cruz          | ABC Santa Cruz                   | Alecrim Santa Cruz                  | Santa Cruz 1 x 0 ABC 3 x 1 Santa Cruz                  | Centenário                                                       |
| RO     | Espigão (1º título) / Kastor (Genus), Robe (Ariquemes) e Thiago Henrique (Espigão) 8 gols    | Ariquemes           | Espigão                          | —                                   | Espigão 1 x 0 Ariquemes 1 (5) x (6) 0 Espigão          | Não houve                                                        |
| RR     | Real (1º título) / Maycon (Atlético Roraima) 5 gols                                          | São Raimundo        | Real                             | —                                   | Não houve final Real venceu os 2 turnos                | Não houve                                                        |
| RS     | Internacional (40º título) / Leandro Damião (Internacional) 15 gols                          | Grêmio              | Grêmio Juventude                 | Juventude Cruzeiro Cerâmica         | Internacional 2 x 3 Grêmio 2 (4) x (5) 3 Internacional | Internacional-SM Porto Alegre                                    |
| SC     | Chapecoense (4º título) / Lima (Joinville) 17 gols                                           | Criciúma            | Chapecoense Criciúma             | Brusque Metropolitano               | Criciúma 1 x 0 Chapecoense 1 x 0 Criciúma              | Concórdia Imbituba                                               |
| SE     | River Plate (2º título - 2º consec) / Rafael Grampola (Sergipe) 10 gols                      | São Domingos        | River Plate São Domingos         | River Plate                         | River Plate 3 x 0 São Domingos 1 x 1 River Plate       | Estanciano América                                               |
| SP     | Santos (19º título - 2º consec) / Elano (Santos) e Liédson (Corinthians) 11 gols             | Corinthians         | Palmeiras São Paulo              | Oeste Mirassol                      | Corinthians 0 x 0 Santos 2 x 1 Corinthians             | São Bernardo Grêmio Prudente Noroeste Santo André                |
| TO     | Gurupi (4º título - 2º consec) / Joãozinho (Guaraí) 8 gols                                   | Interporto          | Gurupi                           | Tocantinópolis                      | Interporto 1 x 2 Gurupi 0 x 1 Interporto               | Araguaína São José                                               |

## Torneios Extra
| Estado          | Competição                        | Campeão                 | Vice-Campeão | Outros participantes |
| --------------- | --------------------------------- | ----------------------- | ------------ | -------------------- |
| CE - (Detalhes) | Taça Padre Cícero                 | Guarani (J) (1º título) | Horizonte    | —                    |
| MG - (Detalhes) | Campeonato Mineiro do Interior    | América-TO (1º título)  | —            | —                    |
| PE - (Detalhes) | Título do Interior                | Araripina (1º título)   | Salgueiro    | Petrolina Central    |
| PR - (Detalhes) | Campeonato do Interior Paranaense | Cianorte (2º título)    | Operário-PR  | —                    |
| RJ              | Troféu Washington Rodrigues       | Olaria (2º título)      | Resende      | Bangu Nova Iguaçu    |
| RJ              | Troféu Carlos Alberto Torres      | Madureira (1º título)   | Boavista     | Americano Botafogo   |
| RS - (Detalhes) | Campeonato do Interior Gaúcho     | Juventude (15º título)  | —            | —                    |
| SP - (Detalhes) | Campeonato Paulista do Interior   | Oeste (1º título)       | Ponte Preta  | São Caetano Mirassol |

## Copas Estaduais
| Estado | Competição                          | Campeão                          | Vice-Campeão           | Vagas Torneios CBF                       |
| ------ | ----------------------------------- | -------------------------------- | ---------------------- | ---------------------------------------- |
| BA     | Copa Governador da BA               | Vitória da Conquista (2º título) | Atlético-BA            | SD 2012: Vitória da Conquista            |
| CE     | Copa Fares Lopes (ou Copa Unimed)   | Horizonte (2º título)            | Guarani (J)            | CB 2012: Horizonte                       |
| ES     | Copa ES                             | Real Noroeste (1º título)        | Desportiva Ferroviária | CB 2012: Real Noroeste                   |
| MA     | Copa União                          | Sampaio Corrêa (3º título)       | Santa Quitéria         | CB 2012: Santa Quitéria                  |
| MG     | Taça MG                             | Ipatinga (2º título)             | Boa Esporte            | CB 2012: Ipatinga                        |
| MT     | Copa Governador de MT               | Luverdense (3º título)           | Operário FC            | CB 2012: Luverdense                      |
| PB     | Copa Paraíba                        | Auto Esporte (1º título)         | Treze                  | CB 2012: Auto Esporte                    |
| PE     | Copa Pernambuco                     | Santa Cruz (1º título)           | Náutico                | —                                        |
| RJ     | Copa Rio                            | Madureira (1º título)            | Friburguense           | CB 2012: Madureira SD 2012: Friburguense |
| RS     | Copa FGF (ou Copa Dra. Laci Ughini) | Juventude (1º título)            | Lajeadense             | SD 2012: Juventude                       |
| SC     | Copa SC                             | Joinville (2º título)            | Brusque                | SD 2012: Concórdia                       |
| SP     | Copa Paulista                       | Paulista (3º título)             | Comercial              | CB 2012: Paulista                        |

## Divisões de Acesso
| Estado | Divisão                | Campeão                                 | N° Conquista | Promovidos                                           | Rebaixados                                                      | Nº Edição     |
| ------ | ---------------------- | --------------------------------------- | ------------ | ---------------------------------------------------- | --------------------------------------------------------------- | ------------- |
| AC     | Segunda Divisão        | Andirá                                  | 1ª           | Andirá                                               |                                                                 | 3ª            |
| AL     | Segunda Divisão        | CEO                                     | 1ª           | CEO Penedense                                        |                                                                 | 21ª           |
| AM     | Segunda Divisão        | Manicoré[AM2]                           | 1ª           | Manicoré[AM2] Iranduba Holanda                       |                                                                 | 9ª (5ª atual) |
| BA     | Segunda Divisão        | Juazeirense                             | 1ª           | Juazeirense Itabuna                                  |                                                                 | 42ª           |
| CE     | Segunda Divisão        | Trairiense                              | 1ª           | Trairiense Crateús                                   | Tauá Caucaia                                                    | 24ª           |
| CE     | Terceira Divisão       | Uruburetama                             | 1ª           | Uruburetama Barbalha                                 |                                                                 | 8ª            |
| DF     | Segunda Divisão        | Brazlândia                              | 2ª           | 6 Clubes[DF2]                                        |                                                                 | 15ª           |
| ES     | Segunda Divisão        | Botafogo                                | 1ª           | Botafogo Real Noroeste                               |                                                                 | 24ª           |
| GO     | Segunda Divisão        | Rio Verde                               | 5ª           | Rio Verde Itumbiara                                  | Inhumas AA Goiatuba Rioverdense Canedense                       | 40ª           |
| GO     | Terceira Divisão       | Grêmio Anápolis                         | 1ª           | Grêmio Anápolis Aparecida-GO                         |                                                                 | 10ª           |
| MA     | Segunda Divisão        | Viana                                   | 1ª           | Viana Sabiá                                          |                                                                 | 10ª           |
| MG     | Módulo II              | Boa EC                                  | 2ª           | Boa EC Nacional                                      | Itaúna Fluminense-MG                                            | 45ª           |
| MG     | Segunda Divisão        | Araxá                                   | 2ª           | Araxá Social                                         |                                                                 | 25ª           |
| MS     | Série B                | Misto                                   | 1ª           | Misto Colorado                                       |                                                                 | 12ª           |
| MT     | Segunda Divisão        | Clube Recreativo Atlético Campoverdense | 1ª           | Clube Recreativo Atlético Campoverdense Palmeiras-MT |                                                                 | 9ª            |
| PA     | Segunda Divisão        | Bragantino-PA                           | 2ª           | Bragantino-PA São Francisco                          |                                                                 | 17ª           |
| PB     | Segunda Divisão        | Paraíba                                 | 1ª           | Paraíba Flamengo-PB                                  |                                                                 | 17ª           |
| PE     | Série A2               | Serra Talhada                           | 1ª           | Serra Talhada Belo Jardim                            |                                                                 | 18ª           |
| PR     | Taça Prata             | Londrina                                | 3ª           | Londrina Toledo CW Grêmio Maringá GRECAL             | Campo Mourão São José Eng. Beltrão(D) Portuguesa Londrinense(D) | 41ª           |
| PR     | Taça Bronze            | Junior Team                             | 1ª           | Junior Team Cincão                                   |                                                                 | 12ª           |
| RJ     | Série B                | Bonsucesso                              | 7ª           | Bonsucesso Friburguense                              | Itaperuna Cardoso Moreira Aperibeense                           | 34ª           |
| RJ     | Série C                | Goytacaz                                | 1ª           | Goytacaz Juventus-RJ Carapebus                       |                                                                 | 31ª           |
| RN     | Segunda Divisão        | Caicó                                   | 1ª           | Caicó                                                |                                                                 | 12ª           |
| RO     | Segunda Divisão        | Ji-Paraná                               | 1ª           | Ji-Paraná União Cacoalense                           |                                                                 | 6ª            |
| RS     | Segunda divisão        | Avenida                                 | 1ª           | Avenida Cerâmica                                     | 8 Clubes[RS2]                                                   | 55ª           |
| SC     | Divisão Especial (2ª)  | Camboriú                                | 1ª           | Camboriú Atlético de Ibirama                         | Joaçaba                                                         | 25ª           |
| SC     | Divisão de Acesso (3ª) | Biguaçu                                 | 1ª           | Biguaçu                                              |                                                                 | 8ª (4ª atual) |
| SE     | Série A2               | Sete de Junho                           | 2ª           | Sete de Junho Lagarto                                |                                                                 | 16ª           |
| SP     | Série A2               | XV de Piracicaba                        | 5ª           | XV de Piracicaba Guarani Catanduvense Comercial      | Marília São Bento Sertãozinho Rio Branco                        | 65ª           |
| SP     | Série A3               | Penapolense                             | 1ª           | Penapolense Santacruzense São Carlos Velo Clube      | Paunília Barueri Taquaritinga Lemense                           | 59ª           |
| SP     | Segunda Divisão        | Independente                            | 2ª           | Independente Capivariano Barretos Guaçuano           |                                                                 | 35ª           |
| TO     | Segunda Divisão        | Tocantins (P)                           | 1ª           | Tocantins (P) Colinas                                |                                                                 | 3ª            |

- DF2:^ Brazlândia, Sobradinho, Luziânia-GO e Legião foram promovidos de acordo com o regulamento da 2ª Divisão - DF 2011.
 Devido à mudança do regulamento da 1ª Divisão - DF 2012, Capital-DF e Dom Pedro também foram promovidos.
- RS2:^ Guarany de Bagé, Bagé, Garibaldi, Aimoré, Gaúcho, Atlético Carazinho, Milan e Três Passos
- AM2:^  ver explicação